# Seznam ocenění v gay pornografii
Za výkony, produkty a služby v oblasti gay pornografie jsou udílena různá ocenění, zejména v USA, ale také v Evropě. Na americkém území má oceňování pornografických výkonů a produktů delší tradici, související s rozvojem emancipačního hnutí sexuálních menšin.
Seznam ocenění v oblasti gay pornografie zahrnuje ocenění udílená v současnosti i ta, jejichž udílení již bylo ukončeno. V seznamu jsou zařazena nejprve výhradně pornografická ocenění a dále ocenění šířeji zaměřená, která ve významném rozsahu obsahují i kategorie související s gay pornografií.

## Gay Erotic Video Awards
Gay Erotic Video Awards (GEVA), přezdívané též Dickie Awards nebo Dickies, patřily mezi nejvýznamnější americká ocenění. Byly udíleny v letech 1992 až 1998, původně magazínem Gay Video Guide pod názvem Gay Video Guide Awards.

## GayVN Awards
GayVN Awards se roku 1999 vyčlenily z obecných ocenění pornoprůmyslu AVN Awards udílených americkým magazínem Adult Video News. Na počátku druhé dekády 21. století bylo však udílení cen přerušeno, poslední udílení proběhlo v roce 2010. K obnovení došlo od roku 2018.

## Grabby Awards
Adult Erotic Gay Video Awards, přezdívané též Grabbys, jsou od roku 1991 udělovány chicagským časopisem Gay Chicago Magazine, později Grab Magazine.

## Hard Choice Awards
Hard Choice Awards byla americká ocenění, která vyhlašoval provozovatel serveru XX Factor v letech 1994 až 2010.

## Cybersocket Web Awards
Cybersocket Web Awards jsou internetová ocenění udílená od roku 2001 americkým magazínem Cybersocket na základě hlasování odborníků z branže i laické veřejnosti. Zahrnují krom jiných i kategorie z oblasti gay pornografie.

## David Awards
David Awards byly evropské ceny udílené od roku 2006 německým magazínem GAYeLINE v Berlíně u příležitosti erotického veletrhu Venus. Pojmenovány byly po Michelangelově soše Davida coby symbolu mužské krásy. Byly tak gay obdobou cen Venus Awards, které byly při veletrhu udíleny v letech 1994 až 2004 a poté obnoveny od roku 2010 (v letech 2005–2008 nahrazeny cenami Eroticline Award nebo též eLine Award, v roce 2009 přejmenovanými na Erotixxx Award). V americkém kontextu též byly označovány za evropský ekvivalent cen GayVN Awards.
Neměly však dlouhého trvání.
Poprvé byly uděleny v roce 2006, přičemž byla z nominací vyloučena tvorba obsahující nechráněný styk. O rok později už byla do nominací zahranuta i tato tvorba, což vyvolalo kontroverze zejména u některých zavedených amerických studií. Někteří ocenění na protest odmítli cenu převzít.

### 2006
Ocenění se vyhlašovala v 17 kategoriích, z toho 4 mimoevropských. Slavnostní předávání proběhlo 19. října 2006 v berlínské diskotéce Haus B. Z oceněných byli publikováni tito:
Nejlepší evropské studio (Best European studio)
Cazzo Film
Nejlepší mimoevropské studio (Best non-European studio)
Titan Media
Nejlepší nové evropské studio (Best new European studio)
XXX-Project
Nominace: XXX-Project, Freshwave ad.
Nejlepší evropský režisér (Best European director)
Marcel Bruckmann (XY Studios)
Nejlepší mimoevropský režisér (Best non-European director)
Chi Chi LaRue
Nejlepší evropský film (Best European film)
Druck im Schlauch / Sleazy Rider (Wurstfilm)
Nejlepší mimoevropský film (Best non-European film)
Barcelona Nights (Lucas Entertainment)
Nejlepší evropský obal (Best European cover)
Echt Geil (Cazzo Film)
Nejlepší evropský herec (Best European actor)
François Sagat
Ronald Laska 
Nejlepší mimoevropský herec (Best non-European actor)
Spencer Quest
Nejlepší sólová scéna (Best solo scene)
Nominace: Spike v In Bed With Spike (Freshwave) ad.

### 2007
Vyhlášení cen proběhlo na slavnostním večeru v pátek 19. října 2007 v Berlíně při příležitosti 11. ročníku Venus Erotic Expo a Hustlaball Berlin. Celkem čtyři ceny ze sedmi nominací si odneslo německé studio XY a dvě ceny nizozemské studio OTB Video. Další čtyři nominace obdrželo studio Eurocreme a stejný počet studio Titan Media. Oceněni nebo navrženi na ocenění byli (s výjimkou kategorií oceňujících místní noční podniky ad.):
Nejlepší evropské studio (Best European studio)
XY Studios
Nominace: XY Studios, Bel Ami, Eurocreme
Nejlepší americké studio (Best U.S. studio)
Treasure Island Media
Nominace: Hot House Video, Titan Media, Treasure Island Media
Nejlepší evropský režisér (Best European director)
Marek Bruckner (XY Studios)
Nominace: Jorg Andrews (Cazzo Film), Marek Bruckner (XY Studios), Rolf Hammerschmidt (Hammer Entertainment)
Nejlepší americký režisér (Best U.S. director)
Chi Chi LaRue (Channel 1 Releasing) – cenu odmítl převzít
Nominace: Chi Chi LaRue (Channel 1 Releasing), Paul Morris (Treasure Island Media), Joe Gage (Titan Media)
Nejlepší evropský film (Best European film)
Nominace: Sperm Kisses (XY Studios), Scout's Honor (SEVP), Bareback Cum Gushers (Eurocreme)
Nejlepší americký film (Best U.S. film)
Nominace: Muscle Ranch 2 (COLT Studio), El Rancho (Sarava Productions), Mirage (Raging Stallion Studios)
Nejlepší evropský fetišistický film (Best european fetish film)
Pissing (XY Studios)
Nominace: Pissing (XY Studios), Rough Game (Sk8terboy), Impressive Impacts (Cazzo)
Nejlepší americký fetišistický film (Best U.S. fetish film)
Fistpack 12: Fist and Shout (Raging Stallion Studios)
Nominace: Folsom Leather (Titan Media), Edge Vol. 1: ChaosMen (Chaos Men/ChaosinAustin.com), Fistpack 12: Fist and Shout (Raging Stallion Studios)
Nejlepší filmová série (Best movie series)
Bareback Cum Party 1–7 (OTB Video)
Nominace: Bel Ami XL Files 1–6 (Bel Ami), Bareback Cum Party 1–7 (OTB Video), Turkish Cum Guns 1–3 (XY Studios)
Nejlepší latinskoamerický film (Best Latin film)
Bareback Cumparty 5: Cumaholics! (OTB Video)
Nejlepší venkovní film (Best outdoor film)
Bareback Ranch (Tipo Sesso)
Nominace: Bareback Cum Party 7 (OTB Video), Flings 3 (Bel Ami), Bareback Ranch (Tipo Sesso)
Nejlepší evropský obal (Best European cover)
Nominace: Pissing (XY Studios), Cum Inside (XXX-Project Germany), Anal Pleasures (Shots Media)
Nejlepší americký obal (Best U.S. cover)
In His Dreams (Channel 1 Releasing)
Nominace: In His Dreams (Channel 1 Releasing), Puta (Clair Production), Vegas or Bust (Sin City Twinks)
Nejlepší evropský herec (Best European actor)
Brian Jordan (XXX-Project Germany) – studio cenu odmítlo převzít
Nominace: Martin Brewer (XY Studios), Brian Jordan (XXX-Project Germany), Thomas Dyk (Eurocreme)
Nejlepší americký herec (Best U.S. actor)
Nominace: Alex Baresi (Titan Media), Vinnie D'Angelo (Hot House Video), Blake Riley (Channel 1 Releasing)
Nejlepší gay web (Best gay website)
Mans-Art.com
Nominace: BelAmiOnline.com, Mans-Art.com, Eurocreme.com
Nejlepší gay internetový obchod (Best online gay store)
Nominace: GayDVDversand.com, Homoactive.com, Inexes.fr
Nejlepší nové studio (Best new studio)
BerlinStarFilms
Nejlepší producent lubrikantů a příslušenství (Best Producer of Lube & Additives)
LUBExxx
Cena za celoživotní přínos (Lifetime Achievement Award)
Bruce Cam (Titan Men) – cenu odmítl převzít

## European Gay Porn Awards
European Gay Porn Awards (EGPA) byly evropské ceny udílené roku 2007 v Amsterdamu
a o rok později v Berlíně.

## HustlaBall Award
HustlaBall Awards jsou evropské ceny udílené od roku 2009 u příležitosti berlínského řetězce tanečních zábavních akcí HustlaBall (ty probíhají od roku 2003).

## Pink X Gay Video Awards
Pink X Gay Video Awards jsou francouzské ceny udílené od roku 2012 společností Pink X, která je předním distributorem gay filmů ve Francii. Zčásti jsou vítězové vybíráni hlasováním veřejnosti, zčásti odbornou porotou.

## Prowler Porn Awards
Prowler Porn Awards byly ceny udílené poprvé roku 2014 přední britskou vydavatelskou a distribuční společností Millivres Prowler Group, vydavatelem měsíčníku Gay Times, ve spolupráci se společností Twisted XXX Media. V roce 2021 byly převzaty jako evropská varianta Grabby Awards.

## Golden Dickie Awards
Golden Dickie Awards byly ceny udílené v roce 2008 online maloobchodní společností RAD Video se sídlem v americkém San Diegu. Sloužily k ohodnocení amatérské i profesionální produkce, včetně „bareback“ filmů.
Ačkoli je pojmenování cen blízké přezdívce ocenění Gay Erotic Video Awards, nejedná se o spřízněnou soutěž.

### 2008
Dne 1. dubna 2008 byla zveřejněna ocenění za výkony a produkty roku 2007, a to v těchto 32 kategoriích:
Nejlepší amatérský „twink“ film (Best (Amateur) Twink Movie)
Bareback Boiz of Summer (EuroRAD Video)
Nominace: Bareback Boiz of Summer (EuroRAD Video), Bareback Cumparty 6: Cum and Swallow (Original Teen Boys Video), Cumholes (Tabou Video), Fuck Me Raw (Cobra Video), RudeBoiz 6: Hung Ladz (RudeBoiz), Seed My Hole 2 (RebelBoyz.com)
Nejlepší amatérské „twink“ studio (Best (Amateur) Twink Studio)
Cobra Video
Nominace: 8teen Boy, Cobra Video, EuroRAD Video, Miami Studios, Original Teen Boy Video, Radioactive Media, San Diego Boy Productions
Nejlepší amatérský aktivní mladíček (Best (Amateur) Twink Performer – Top)
Dennis Reed – Bareback Game Room (EuroRAD Video)
Nominace: Mason Coxx - Coxx Retreat (Fratboy/Helix), Jerry Harris - Boys on Break (EuroRAD Video), Skye Jensen - Bareback Boiz of Summer (EuroRAD Video), Geoffrey King - Bareback Bowling Bonanza 1 (Au Natural Productions), Dennis Reed - Bareback Game Room (EuroRAD Video)
Nejlepší amatérský pasivní mladíček (Best (Amateur) Twink Performer – Bottom)
Brent Corrigan – Fuck Me Raw (Cobra Video)
Nominace: George Bellagio - Cumpig School 1 (Radioactive Media), Brent Corrigan - Fuck Me Raw (Cobra Video), Alex Stevens - Dream Ticket (Sauvage Films), Dominik Trojan - Bareback Schoolboys of 1910 (EuroRAD Video)
Nejlepší amatérský film (Best (Amateur) Movie)
What I Can't See 2 (Treasure Island Media)
Nominace: Ass Stretcher 2 (Treasure Island Media), Cum Dump (Toxic Video), Fantasy Cum True 9: Scott's Gang Bang (Cruising For Sex), Storm Surge Chronicles 3: Storm Surge (Cre8tive Juices), What I Can't See 2 (Treasure Island Media)
Nejlepší amatérské studio (Best (Amateur) Studio)
Treasure Island Media
Nominace: Cre8tive Juices, Hot Desert Knights Productions, Jake Cruise Original Movies, Satyr Films, SX Video, Treasure Island Media
Nejlepší režisér amatérského studia (Best (Amateur) Studio Director)
Paul Morris – What I Can't See 2 (Treasure Island Media)
Nominace: B.B. Bruce - Active Duty Barebackin' Heroes 2 (San Diego Boy Productions), Jake Cruise - Jake Cruise Collection 61: Jake in the Raw (Jake Cruise Original Movies), Dan Komar - Bareback Boiz of Summer (EuroRAD Video), Keith Miller - Fratboi Bareback 2 (Helix Studios Productions), Paul Morris - What I Can't See 2 (Treasure Island Media), Sean Storm a Ian Rawlings - Storm Chronicles 3: Storm Surge (Cre8tive Juices)
Nejlepší amatérský aktivní herec (Best (Amateur) Performer – Top)
Jesse O'Toole – The Legendary Studs: Best of Jesse O'Toole (Treasure Island Media)
Nominace: Erik Austin - Storm Surge Chronicles 3: Storm Surge (Cre8tive Juices), Dan Fisk - Breeding Ian Jay (Treasure Island Media), Igor - Ass Stretcher 2 (Treasure Island Media), Brad McGuire - Juiced: The Need to Breed (Cre8tive Juices), Jesse O'Toole - The Legendary Studs: Best of Jesse O'Toole (Treasure Island Media), Ian Rawlings - Juiced: The Need to Breed (Cre8tive Juices)
Nejlepší amatérský pasivní herec (Best (Amateur) Performer – Bottom)
Sean Storm – Storm Surge Chronicles 3: Storm Surge (Cre8tive Juices)
Nominace: Dawson - Loaded: Dawson's Cream Pie Video (Treasure Island Media), Ian Jay - Breeding Ian Jay (Treasure Island Media), Drew Peters - Dungeon (SX Video), Jason Reed - Barebacking with Jason Reed (SX Video), Sean Storm - Storm Surge Chronicles 3: Storm Surge (Cre8tive Juices)
Nejlepší velké studio (Best Major Studio)
Lucas Entertainment
Nominace: Falcon, High Octane, Hot House Entertainment, Jet Set Productions, Lucas Entertainment, Raging Stallion, Titan Media
Nejlepší velké „twink“ studio (Best Major Studio (Twinks))
Eurocreme USA
Nominace: Bel Ami, CitiBoyz Video, Dolphin Entertainment, Eurocreme USA, Rascal Video Productions
Nejlepší film velkého studia (Best Major Studio Movie)
Gigolo (Lucas Entertainment)
Nominace: Copshack On 101 (Titan Media), Faster! Faster! Fuck Me Harder! (Raging Stallion), Gigolo (Lucas Entertainment), Gunnery Sgt. McCool (Hot House Entertainment), Line-Up (Mustang), Private Lowlife (Hot House Entertainment), Rich Kid (Private Man)
Nejlepší režisér velkého studia (Best Major Studio Director)
John Bruno – Line-Up (Mustang)
Nominace: Csaba Borbely - Rich Kid (Private Man), John Bruno - Line-Up (Mustang), Joe Gage - Road to Redneck Hollow (Titan Media), Doug Jeffries - LittleBig League 3: Bottom of the 9th (Electro Video), Max Lincoln - BorstalBoy (Eurocreme-Eurocreme USA)
Nejlepší aktivní herec velkého studia (Best Major Studio Performer – Top)
Chad Hunt – Bigger the Better (Lucas Entertainment )
Barrett Long – Pack Attack 3: C.J. Knight (Hot House Entertainment)
Nominace: Chad Hunt - Bigger the Better - Lucas Entertainment, Barrett Long - Pack Attack 3: C.J. Knight - Hot House Entertainment, Brock Masters - Marine Crucible - Centaur Films, Dean Phoenix - Paradise Found - Buckshot Productions, Wilson Vasquez - Encounters 5 - Lucas Entertainment
Nejlepší pasivní herec velkého studia (Best Major Studio Performer – Bottom)
Francesco D'Macho – Private Lowlife (Hot House Entertainment)
Nominace: Francesco D'Macho - Private Lowlife (Hot House Entertainment), Jack MacCarthy - Lucas Auditions 10: Ben Andrews (Lucas Entertainment), Jorden Michaels - Marine Crucible 2 (Centaur Films), Logan McCree - Ink Storm (Raging Stallion)
Nejlepší „twink“ film velkého studia (Best Major Studio Twink Movie)
BorstalBoy (Eurocreme USA)
Nominace: BorstalBoy (Eurocreme USA), The Intern (Lucas Entertainment), Little League 3: Bottom of the 9th (Electro Video), Undressed Rehearsals 1 (Bel Ami), World Rugby Orgy (Eurocreme USA)
Nejlepší aktivní mladíček velkého studia (Best Major Studio Twink Performer – Top)
Ben Andrews – The Intern (Lucas Entertainment)
Nominace: Ben Andrews - The Intern (Lucas Entertainment), Benjamin Bloom - Mating Season (Bel Ami), Pierre Fitch - Vancouver Nights (Fierce Dog Productions), Will Jamieson - BorstalBoy (Eurocreme USA), Brandon Manilow - 2 Too Many Boys (Bel Ami), Cole Ryan - Rush (Unzipped Video)
Nejlepší pasivní mladíček velkého studia (Best Major Studio Twink Performer – Bottom)
Ashley Ryder – Lost Innocence 3 (Bulldog Red)
Nominace: Brent Everett - Starting Young 2 (Rascal Video Productions), Tim Hamilton - Undressed Rehearsals (Bel Ami), Blu Kennedy - Lucas Auditions 19: Jimmy Trips (Lucas Entertainment), Ashley Ryder - Lost Innocence 3 (Bulldog Red), Mason Wyler - Dare (Falcon)
Nejlepší etnický film (Best Ethnic Movie)
Bareback Cumparty 6 (Original Teen Boy)
Nominace: Bareback Cumparty 6 (Original Teen Boy), The Kronik: Renee's Story (Tyson Cane Videos), Latin Bareback Adventure 1 (Villain Village Productions), Spanish Playhouse 1 (Alexander Pictures Productions), Tiger Tyson's Eiffel Tower (Pitbull Productions)
Nejlepší etnické filmové studio (Best Ethnic Movie Studio)
Flava Works Studio
Nominace: Alexander Pictures, Flava Works Studio, Latino Fan Club, Tyson Cane Videos
Nejlepší etnický aktivní herec (Best Ethnic Performer – Top)
Ramon Mendez – Best of Ramon Mendez (Alexander Pictures Productions)
Nominace: Boom Boom - The Kronik (Tyson Cane Videos), Breion Diamond - Dorm Life 10: House Next Door (Flava Works Studio), Ramon Mendez - Best of Ramon Mendez (Alexander Pictures Productions)
Nejlepší etnický pasivní herec (Best Ethnic Performer – Bottom)
Shorty J. – The Booty Bandit (B.C. Productions)
Nominace: Shorty J. - The Booty Bandit (B.C. Productions), Tommy Lima - Spanish Playhouse 1 (Alexander Pictures Productions), T. Malone - Queens Plaza Pickup (Latino Fan Club), Quincy Scott - The Kronik (Tyson Cane Videos)
Nejlepší sólový film (Best Solo Film)
Fratmen Up Close: Kelan (Fratmen Studios)
Nominace: Brutha Load 2 (Treasure Island Media), CitiBoyz 46: Up and Cumming (CitiBoyz Video), Fratmen Up Close: Kelan (Fratmen Studios), Latin Loads 1 (Treasure Island Media)
Nejlepší sólové vystoupení (Best Solo Performance)
Kelan – Fratmen Up Close: Kelan (Fratmen Studios)
Nominace: Kelan - Fratmen Up Close: Kelan (Fratmen Studios), Devin Moss - CitiBoyz 46: Up and Cumming (CitiBoyz Video)
Nejlepší specializované/fetišistické studio (Best Specialty/Fetish Studio)
BulldogXXX
Nominace: Boys-Pissing Presents, Boys Spanking Boys, BulldogXXX, SpankThis Studio
Nejlepší specializovaný/fetišistický film (Best Specialty/Fetish Film)
Damon Blows America 8: Los Angeles (Treasure Island Media)
Nominace: College Boy Physicals 5 (D&E Productions), Damon Blows America 8: Los Angeles (Treasure Island Media), The Edge 1 (Chaos Men), Europeein 1 (Boys-Pissing Presents), Spank This 65: Spanking Field Trip (SpankThis Studio), Triga's Piss Gang (Triga Films)
Nejlepší DVD kolekce/kompilace (Best DVD Collection/Compilation)
Bareback Filthy Fuckers: Eurocreme Collection Series (Eurocreme)
Nominace: Bareback Filthy Fuckers: Eurocreme Collection Series (Eurocreme), Best of Chase Hunter (Falcon Anthology Series), Legendary Studs: The Best of Jesse O'Toole (Treasure Island Media), Will West Raw: Load After Load (Hot Desert Knights Productions)
Nejlepší znovu vydaný klasický film z doby před používáním kondomů (Best Pre-Condom Classic (Re-release))
Two By Ten (2x10) (Marksman Productions)
Nominace: Dormitory Daze (Nova Films), Outrage (Christopher Rage Company), Two By Ten (2x10) (Marksman Productions)
Nejlepší bisexuální/heterosexuální film (Best Bisexual/Straight Movie)
Bareback Bi Sex Creampie 3 (U.S. Male)
Nominace: Bareback Bi Sex Creampie 3 (U.S. Male), Bi Encounter Vol. 1 (Next Door Male), Bi Pole Her (Third World Media), Jake Cruise Straight 7: Muscle Lineup (Jake Cruise Original Movies)
Nejlepší zahraniční film (Best Foreign Film)
Bareback Big Uncut Dicks (U.S. Male)
Nominace: Bareback Big Uncut Dicks (U.S. Male), Bareback Fuck Club (Cum Whores), Bareback Game Room (EuroRAD Video), Cumpig School 1 (Radioactive Media), MEAT! (BulldogXXX)
Nejlepší verzatilní (Best Versatile Performer)
Jason Crew – Jet Set Fraternity Gang Bang 2 (Jet Set Productions)
Nominace: Jason Crew - Jet Set Fraternity Gang Bang 2 (Jet Set Productions), Blu Kennedy - The Farmer's Son (Falcon), Carter Longway - Monster Bang 11: Bang That Ass (Raging Stallion Studios), Brad Star - Cock Tease (Jet Set Productions), Scott Swann - Private Lowlife (Hot House Entertainment)
Nejlepší nováček (Best Newcomer)
Tommy Lima – Spanish Playhouse 1 (Alexander Pictures Productions)
Nominace: Ian Jay - Breeding Ian Jay (Treasure Island Media), Tommy Lima - Spanish Playhouse 1 (Alexander Pictures Productions), Tory Mason - Road to Redneck Hollow (Titan Media), Bo Matthews - Barnstorm (Titan Media), Logan McCree - Ink Storm (Raging Stallion Studios)

## JRL Gay Film Awards
JRL Gay Film Awards byly ceny vyhlašované americkou společností JRL Communications Inc. provozující gay pornografický server JRL Charts Online. Byly vyhlášeny jen jednorázově v roce 2010, bez dalšího pokračování. Těsně před vyhlášením cen byla v září 2010 spuštěna nová podoba webových stránek JRL Charts Online.

### 2010
Nominace byly vyhlášeny na konci května 2010
a o výhercích rozhodovala veřejnost hlasující online. Vyhlášení oceněných se uskutečnilo v neděli 19. září 2010 v losangeleském klubu Catch One. Předávání uváděl bloger a promotér Jason Sechrest a přenášel ho online VOD server Bad Puppy. Byly vyhlášeny ceny v nezvykle velkém počtu 50 kategorií.
Ocenění získali:
Nejlepší herec roku (Best Actor of the Year)
Erik Rhodes – Asylum (Falcon Studios/Pulse)
Nominace: Brent Corrigan – The Porne Identity (Dirty Bird Pictures / Pulse Distribution), Ethan Storm – Wall Street (Lucas Entertainment), Arpad Miklos – Wall Street (Lucas Entertainment), Marcus Steele – Car Jackers (Jet Set Men / Marina Pacific), Erik Rhodes – Asylum (Falcon Studios / Pulse Distribution), Cameron Marshall – Cream Filled Twinkys (All Worlds Video / Channel 1 Releasing), Cole Streets – Focus (Raging Stallion Studios / AEBN), Casey Monroe – Getting Levi’s Johnnson (Jet Set Men / Marina Pacific)
Nejlepší herec ve vedlejší roli (Best Supporting Actor)
Johnny Hazzard – Playing with Fire: 4 Alarm (All Worlds / Channel 1 Releasing)
Nominace: Kain Warn – Wall Street (Lucas Entertainment), David Taylor – Focus (Raging Stallion Studios / AEBN), Kayden Saylor – The Porne Identity (Dirty Bird Pictures/Pulse Distribution), Johnny Hazzard – Playing with Fire: 4 Alarm (All Worlds / Channel 1 Releasing), Trevor Knight – Jett Blakk’s Endgame (Dirty Bird Pictures / Pulse Distribution), Brent Corrigan – Getting Levi’s Johnson (Jet Set Men / Marina Pacific), Matthew Ford – Laid-Off (Mustang Studios / Pulse Distribution), Matthew Rush – Playing with Fire: 4 Alarm (All Worlds / Channel 1 Releasing)
Nejlepší film roku (Best Movie of the Year)
Getting Levi’s Johnson (Jet Set Men / Marina Pacific)
Nominace: Wall Street (Lucas Entertainment), Eye Contact (Titan Media / Io Group), The Visitor (Raging Stallion / AEBN), Asylum (Falcon Studios / Pulse Distribution), Car Jackers (Jet Set Men / Marina Pacific), The Porne Identity (Prodigy Pictures / Dirty Bird Pictures / Pulse Distribution), Getting Levi’s Johnson (Jet Set Men / Marina Pacific), Reckless (Hot House Entertainment / Paladin Distribution)
Nejlepší režisér roku (Best Director of the Year’’)
Michael Lucas – Wall Street (Lucas Entertainment)
Nominace: Chris Ward, Ben Leon a Tony DiMarco – Focus (Raging Stallion / AEBN), Steven Scarborough – Skuff 4 (Hot House / Paladin), Tony DiMarco – The Visitor (Raging Stallion / AEBN), Mike Donner – The Porne Identity (Prodigy Pictures / Dirty Bird Pictures / Pulse), Chris Steele – Getting Levis’ Johnson (Jet Set Men / Marina Pacific), Michael Lucas (Lucas Entertainment), Joe Gage – Coyote Point (Titan Media / Io Group)
Producent roku (Producer of the Year’’)
Chris Ward – The Visitor (Raging Stallion)
Nominace: Michael Lucas – Wall Street (Lucas Entertainment), Chi Chi LaRue – Taken: To the Lowest Level (Rascal Video / Channel 1 Releasing), Chris Ward – The Visitor (Raging Stallion / AEBN), Dink Flamingo – The Porne Identity (Prodigy Pictures / Dirty Bird Pictures / Pulse Distribution), Chris Steele – Car Jackers (Jet Set Men / Marina Pacific), Ray Dragon – Big Blue: In the Boiler Room (Dragon Media Distribution), Steven Scarborough – Reckless (Hot House Entertainment / Paladin), John Bruno – Asylum (Falcon Studios / Pulse Distribution)
Nejlepší zahraniční aktivní herec (Best Foreign Top Performer)
Luke Hamill – 5 Americans in Prague (Bel Ami / Paladin)
Nominace: Kai Cruz – Diary of A Pornstar (Fresh SX / Marina Pacific), Luke Hamill – 5 Americans in Prague (Bel Ami Entertainment / Paladin), Kyle Martin – Rudeboiz 15 (RudeBoiz / Eurocreme / Euro Media), Claudio antonelli – Confessions of a Married Man (Elite Male / Valley Pro), Denis Reed – Caught in the Woods (Man’s ART / XY Distribution), Lucky Taylor – Twink Party Volume 7 (Czech Boys / Paladin), Thierry Schaffauser – Breakin’ Em In (AlphaMale / Euro Media), Evan Rochelle – La Fabrique (CLAIR Productions / Vimpex Media)
Nejlepší zahraniční pasivní herec (Best Bottom Performer Foreign)
Ralph Woods – Private Life of Josh Elliot (Bel Ami / Paladin)
Nominace: Lukas Layton – Fit Lads (Staxus Entertainment), Dylan Brooks – Hung Ladz 6: Butt Slamming Monster Cocks (Eurocreme / Euro Media), Rafael Junior – Rudeboiz 15 (RudeBoiz / Eurocreme / Euro Media), Ralph Woods – Private Life of Josh Elliot (Bel Ami / Paladin), Christophe Juvet – The Farm (Man’s ART / XY Distribution), Eddie Smith – Stripped (IndieBoyz / Eurocreme / Euro Media), Phillipe Delvaux (Sauvage Entertainment / Euro Media), Joey Intenso – Inside Joey Intenso – (William Higgins / Paladin)
Nejlepší zahraniční „bareback“ herec (Best Bareback Performer Foreign)
Fred Mayer – Do Me Bareback (Dirty Dawg / AVNS inc)
Nominace: Season Deacon – Bare British Hoodies (Rentboy UK / Euro Media), Damien Duke – Bare British Hoodies (Rentboy UK / Euro Media), Robin Clein – Sperm House (Street Boys / XY Distribution), Lucky Taylor – Sperm House (Street Boys / XY Distribution), Dominik Trojan – Think Big (Eboys Studio / Euro Media), Will Jamieson – Police Boy (Eurocreme / Euro Media), Dane Hyde – Do Me Bareback (Dirty Dawg / AVNS inc Distribution), Daniel Wood – Bare Hostel (Raw Productions / Staxus Distribution)
Nejlepší zahraniční film roku (Best Foreign Movie of the Year)
Men of Israel (Lucas Entertainment)
Nominace: Monster Cock Orgy (Hung Ladz / Eurocreme / Euro Media), Desk Tops (Cazzo Films / Euro Media), Young Offenders (Triga Films / Valley Pro Distribution), Police Boy (Eurocreme / Euro Media), Men of Israel (Lucas Entertainment / Lucas Distribution), 5 Americans in Prague (Bel Ami Entertainment / Paladin), Pride 1 & 2 – (Kristen Bjorn / Paladin), Confessions of A Married Man (Elite Male Platinum / Valley Pro Distribution)
Nejlepší zahraniční „bareback“ film (Best Bareback Foreign Movie)
Do Me Bareback (Dirty Dawg / AVNS inc)
Nominace: Sperm House (Street Boys / XY Distribution), Think Big (Eboys Studio / Euro Media), Police Boy (Eurocreme / Euro Media), Bare Hostel (Raw Productions / Staxus Distribution), Do Me Bareback (Dirty Dawg / AVNS inc Distribution), Seeding the Boys (Eboys Studio / Euro Media), Raw Cops (Raw Productions / Staxus Distribution), Gypsy Gangsters (Hammer Entertainment / Valley Pro Distribution)
Nejlepší černošský aktivní herec (Best Black Top Performer)
Ace Rockwood – BackDoor Deliveries (Real Urban Men/Paladin)
Nominace: Supreme – New Thug City: Supreme (Pitbull Productions / Marina Pacific), Nubius – Solitary (Real Urban Men / Paladin), Jovonnie – Payback’s A Bitch (Pitbull Productions / Marina Pacific), Ace Rockwood – BackDoor Deliveries (Real Urban Men / Paladin), Mr. X – Booty Bandit 2 (Chocolate Cream / B.C. Productions), Chaos – Assault with A Blatino Weapon (Pitbull Productions / Marina Pacific), Jay Scorpio – Wild Thing (Big City Productions / Big City Distribution), Paris – Layin’ Pipe (Real Urban Men / Paladin)
Nejlepší černošský pasivní herec (Best Black Bottom Performer)
Hot Boi – Fire in the Hole 2 (Bacchus Releasing)
Nominace: Shorty J – Booty Snatchers (Thug Overload / DC4D Distribution), Hot Boi – Fire in The Hole 2 (Bacchus Releasing), Tone Bone – Lost in the Hood (EJ Productions / Pulse Distribution), Hot Boi – Gimme Dat Dick 3 (Bacchus Releasing), Kurupt – T.H.U.G. Love (Pitbull Productions / Marina Pacific), Kydezion Rockafella – Rockafellaz 2 (RockaFellaz / XY Distribution), Eufeimeo – Thug Boy 8: Fuck What You Heard (Flava Works / XY Distribution), Mr. Sauki – Fire in the Hole 2 (Bacchus Releasing)
Nejlepší černošský film roku (Best Black Movie of the Year)
Fire in the Hole 2 (Bacchus Releasing)
Nominace: T.H.U.G. Love (Pitbull Productions / Marina Pacific), Thug Boy 8: Fuck What You Heard (Flava Works / XY Distribution), BackDoor Deliveries (Real Urban Men / Paladin), Assault with A Blatino Weapon (Pitbull Productions / Marina Pacific), Solitary (Real Urban Men / Paladin), Swaggers (Flava Works / XY Distribution), Fire In the Hole 2 (Bacchus Releasing), New Thug City: Supreme (Pitbull Productions / Marina Pacific)
Nejlepší černošský „bareback“ film roku (Best Black Bareback Movie of the Year)
Breed It Raw 4 (Black Rayne Productions / XY Distribution)
Nominace: 3 Da Raw Way (Forbidden Funk Media / Dark Alley Distribution), BareBlacking 2 (GAI Studios / Valley Pro Distribution), Raw Dickin’ It 4 (RockaFellaz Entertainment / XY Distribution), Raw Magnum Fuckers (Forbidden Funk Media / Dark Alley Distribution), Breed It Raw 4 (Black Rayne Productions), Black Skin to Skin 3 (Bacchus Releasing), Raw Rods 5 (Flava Works / XY Distribution), FreakZilla Bareback Attack (RockaFellaz Entertainment / XY Distribution)
Nejlepší latinoamerický aktivní herec (Best Latin Top Performer)
Jean Franko – Rough/Tender (Lucas Kazan Productions)
Nominace: Bruno Camargo – DURO (AMG Brasil / Paladin Disribution), Viper – Still Cuckoo For Coco Cocks (Latino Fan Club / Paladin Distribution), Bruno Ledesma – Boys Who Want Men (LatBocon Entertainment / XY Distribution), Jean Franko – Rough/Tender (Lucas Kazan / Paladin Distribution), Gabriel – Brazilian Seduction (Pitbull Productions / Marina Pacific), Dimitri Santiago – Thug Life (Big City Productions / Big City Distribution), Emanuel Ibagon – Sex Out of Limits (LatBocon Entertainment / XY Distribution), Jon Carlos – Miami Uncut (Flava Works / XY Disribution)
Nejlepší latinoamerický pasivní herec (Best Latin Bottom Performer)
Philippe Delvaux – Rough/Tender (Lucas Entertainment)
Nominace: Riu Melo – Rio City Sex (Alexander Pictures / Pulse Distribution), Alonzo Nader – Sex Out of Limits (LatBocon Entertainment / XY Distribution), Tommy Lima – Blacks on Tommy Lima (Alexander Pictures / Pulse Distribution), Braulio Ugetty – Boys Who Want Men (LatBocon Entertainment / XY Distribution), Philippe Delvaux – Rough/Tender (Lucas Kazan / Paladin), Mano Cortes – DURO (AMG Brasil / Paladin Distribution), Lil June – Azucar (Big City Productions / Big City Distribution), Lanier – Miami Uncut (Flava Works / XY Distribution)
Nejlepší latinoamerický film roku (Best Latin Movie of the Year)
Tropical Adventures 1 & 2 (Kristen Bjorn / Paladin)
Nominace: DURO (AMG Brasil / Paladin), Brazilian Seduction (Pitbull Productions / Marina Pacific), Miami Uncut (Flava Works Films / XY Distribution), Tropical Adventures Part 1 (Kristen Bjorn / Paladin), Rough/Tender (Lucas Kazan / Paladin), Rio City Sex (Alexander Pictures / Pulse Distribution), Boners N’ Boxers (Latino Fan Club / Paladin), Touch Me Down There Amigo (RentBoy / Euro Media Distribution)
Nejlepší latinoamerický „bareback“ film (Best Latin Bareback Film)
Impetus (LatBocon / XY Distribution)
Nominace: Impetus (LatBocon Entertainment / XY Distribution), Innocents (OTB Video / All Boys Distribution/Cram), Xavier: Cum and Fill Me (OTB Video / All Boys Distribution/Cram), Bareback P.O.V. 2 (Sparta Video / Adult Source Media), Guadalajara Bareback (Rainbow Media / French Connection), Raw Monster Cock Riders 2 (San Diego Boys International / All Boys Distribution), Young Lateenos Barebackers (Load XXX / RentBoy UK / Euro Media), Slumboys of Favela (Clair Productions / Vimpex Media)
Nejlepší aktivní „twink“ herec roku (Best Top Twink Performer of the Year)
Pierre Fitch – Playin’ with Pierre (Pierre Fitch / Marina Pacific)
Nominace: Tommy Anders - Twink Playtime (8teenboy / Helix Studios Direct), Brent Corrigan – Big Easy (Prodigy Pictures / Dirty Bird Pictures / Pulse Distribution), Pierre Fitch – Playin with Pierre (Pierre Fitch Entertainment / Marina Pacific), Xander Brennan – Popping His Cherry (Xtreme Productions / AVNS inc Distribution), Rad Matthews – Fuck It (8teenboy / Helix Studios Distribution), Jeremy Sommers – Boy Crush 7 (Boy Crush / Saggerz Skaterz Distribution), Justin Tayler – Gettin’ Fucked (CitiBoyz Entertainment / Paladin Distribution), Sebastian Young – Born to Fuck (Cocky Boys Entertaiment / Euro Media)
Nejlepší pasivní „twink“ herec roku (Best Bottom Twink Performer of the Year)
Turk Mason – Just the Sex 2 (Prodigy Pictures / Dirty Bird Pictures / Pulse Distribution)
Nominace: Jesse Santana – Born to Fuck (Cocky Boys Entertainment / Euro Media), Gavin Page – Popping His Cherry (Xtreme Productions / AVNS inc Distribution), Turk Mason – Just the Sex 2 (Prodigy Pictures / Dirty Bird Pictures / Pulse Distribution), Robbie Hardt – Poolside Twinks (Top Dawg Productions / Magnus Distribution), Casper Benz – Fuck It (8teenboy / Helix Studios Distribution), Rad Matthews – Big Dicked Twinks (8teenboy Studios / Helix Studios Direct), Trysten Tyler – Boy Crush 7 (Boy Crush / Saggerz Skaterz Distribution), Brandon Brooks – Blond Virgin Twinks We’ve Seduced (PZP Productions / Marina Pacific)
Nejlepší „twink“ film roku (Best Twink Movie of the Year)
Fuck It (8teenboy Studios / Helix Studios Direct)
Nominace: Big Easy (Prodigy Pictures / Dirty Bird Pictures / Pulse Distribution), Born to Fuck (Cocky Boys Entertainment / Euro Media), Twink Blood (Boy Crush / Saggerz Skaterz Distribution), Just the Sex 2 (Prodigy Pictures / Dirty Bird Pictures / Pulse Distribution), Gettin’ Fucked (CitiBoyz Entertainment / Paladin), Fuck It (8teenboy Studios / Helix Studios Direct), Popping His Cherry (Xtreme Productions / AVNS inc Distribution), Twink Boyfriends (8teenboy Studios / Helix Studios Distribution)
Nejlepší „bareback twink“ film roku (Best Bareback Twink Movie of the Year)
Bareback Twinks (Hot Studs / Helix Studios Direct)
Nominace: Cream Filled Twinkys (All Worlds Video / Channel 1 Releasing), Bareback Riders (Hot Studs Entertainment / Helix Studios Direct), Tasty Twinks (Xtreme Productions / AVNS inc Distribution), Bare Twinks: Cum on Inn (Bare Twinks / Saggerz Skaterz Distribution), 18 and Up Studs Bareback 2 (Nice Dreams Entertainment), Double Vision 2: My Twin Gets Fucked Again (Miami Studios / AVNS inc Distribution), Twink Blood (Boycrush Entertainment / Saggerz Skaterz Distribution), My Frist Bareback 6 (Bacchus Releasing)
Nejlepší aktivní herec roku (Best Top Performer of the Year)
Logan McCree – The Visitor (Raging Stallion Studios)
Nominace: Marcus Steele – Car Jackers (Jet Set Men / Marina Pacific), David Anthony – Eye Contact (Titan Media / Io Group), Jeremy Bilding – Jeremy Bilding’s Heated Up (All Worlds / Channel 1 Releasing), Christopher Saint – Distraction (Titan Media / Io Group), Logan McCree – The Visitor (Raging Stallion / AEBN), Matthew Ford – Laid Off! (Mustang Studios / Pulse Distribution), Kyle King – Reckless (Hot House Entertainment / Paladin), Andrew James Sr. – Wall Street (Lucas Entertainment / Lucas Distribution)
Nejlepší pasivní herec roku (Best Bottom Performer of the Year)
Johnny Hazzard – Playing with Fire: 4 Alarm (All Worlds / Channel 1 Releasing)
Nominace: Ethan Storm – Wall Street (Lucas Entertainment), Andre Barclay – Laid Off! (Mustang Studios / Pulse Distribution), Erik Rhodes – Asylum (Falcon Studios / Pulse Distribution), Dean Flynn – Eye Contact (Titan Media / Io Group), Lance Mycles – Car Jackers (Jet Set Men / Marina Pacific), Johnny Hazzard – Playing with Fire: 4 Alarm (All Worlds Video / Channel 1), Jay Roberts – Distraction (Titan Media / Io Group Distribution), Cameron Marshall – Cream Filled Twinkys (All Worlds Video / Channel 1)
Nejlepší aktivní „bareback“ herec roku (Best Top Bareback Performer of the Year)
Titch Jones – Pounded (Treasure Island Media/New Barbary Coast)
Nominace: Titch Jones – Pounded (Treasure Island Media / New Barbary Coast), Jake Cruz – Bareback on the Downlow (SX Video / New Barbary Coast), Ray Dalton – Absolutely Fucked (Hot Desert Knights /HDK Distribution), Rock Bottom – Insatiable Satyrs (Satyr Films Entertainment/ Euro Media), Sage Daniels – Hot Fuck (Spunk Video / New Barbary Coast), Hot Boi - Bareblacking 2 (GAI Studios / Valley Pro Distribution), Joshua Chandler – Bareback Frat Dungeon (Raw Fuck Club / Dark Alley Media), Timm Zane – Spit and Fuck (Red Stag Video / Pete’s Distribution)
Nejlepší pasivní „bareback“ herec roku (Best Bottom Bareback Performer of the Year)
Christian – Fuck Holes 2 (Treasure Island Media / New Barbary Coast)
Nominace: Orion Cross – Bareback Frat Dungeon (Raw Fuck Club / Dark Alley Media), Sage Daniels – Spit and Fuck (Red Stag Video / Pete’s Distribution), Patrick Star – Bareback on the Downlow (SX Video / New Barbary Coast), Ron Rossi – Breed That Faggot Boy Ass (Bone Daddy Productions / Marina Pacific), Jayson Park – Fucking Awesome (Hot Desert Knights / HDK Distribution), Damon Dogg – Bone Deep (Treasure Island Media / New Barbary Coast), Erik Wolfe – Fuck Holes 2 (Treasure Island Media / New Barbary Coast), Dean Santiago – Raw Ambitions: The Couch Chronicles (Ransom Video / Pete’s Distribution)
Nejlepší „bareback“ film roku (Best Bareback Movie of the Year)
Pounded (Treasure Island Media / New Barbary Coast)
Nominace: Pounded (Treasure Island Media / New Barbary Coast), Absolutely Fucked (Hot Desert Knights / HDK Distribution), Hot Fuck (Spunk Video / New Barbary Coast), Spit and Fuck (Red Stag Video / Pete’s Distribution), Insatiable Satyrs (Satyr Films Entertainment / Euro Media), Bareback Frathouse Dungeon (Raw Fuck Club / Dark Alley Media), Bareback on the Downlow (SX Video / New Barbary Coast), Fucking Awesome (Hot Desert Knights / HDK Distribution)
Nejlepší párová scéna roku (Best Duo Scene of the Year)
Brent Corrigan a Andy Banks – Working Hard (Prodigy Pictures / Dirty Bird Pictures / Pulse Distribution)
Nominace: Kyle King a Tony Mecelli – Reckless (Hot House Entertainment/Paladin), Jonathan Agassi a Matan Shalev - Men of Israel (Lucas Entertainment), Benjamin Bradley a Lucky Daniels - Seize Your Bottom (Rascal Video/Channel 1 Releasing), Jesse Santana a Wolf Hudson – Born to Fuck (Cocky Boys Entertainment / Euro Media), Casper Benz a Rad Matthews – Fuck It (8teenboy / Helix Studios Distribution), Brent Corrigan a Andy Banks – Working Hard (Prodigy Pictures / Dirty Bird Pictures / Pulse Distribution), Morr-Foxx a Naor Tal – Men of Israel (Lucas Entertainment / Lucas Distribution), Vince Ferelli a Lucky Daniels – Beg for It! (Buckshot Productions / Paladin)
Nejlepší sex ve třech roku (Best Threesome of the Year)
Adam Killian, Steve Cruz, Ricky Sinz – Focus (Raging Stallion / AEBN)
Nominace: Dario Beck, Dakota Rivers a Will Parker – Reflex (Titan Media / Io Group), Adam Killian, Steve Cruz a Ricky Sinz – Focus (Raging Stallion / AEBN), Dean Flynnm, Will Parker a Slade – Bad Conduct (Titan Media / Io Group), Rafael Carrerras, Giovanni Summers a Michael Lucas – Lost Diary of Giovanni (Lucas Entertainment/Lucas Distribution), Jude Colton, Cort Donovan a Trevor Knight – Big Dick Society 2: Dicktimized (Jet Set Men/Marina Pacific), Johnny Hazzard, Dayton O’Conner a Alessio Romero – Playing with Fire: 4 Alarm (All Worlds Video / Channel 1 Releasing), Bashshar, Ferran a Abbud Azim – Arabian Fever (Alexander Pictures / Pulse Distribution), Claudio Antonelli, Richard Jordan a Erik Tell – Fuck My Manly Hole (Mansize / Private / Pure Play Media)
Nejlepší „gang bang“ film roku (Best Gangbang Movie of the Year)
Christian 24 Cocks in 24 Hours (Treasure Island Media / New Barbary Coast)
Nominace: Black Balled 7: Jail Slammed (All Worlds Video / Channel 1 Releasing), Christian 24 Cocks in 24 Hours (Treasure Island Media / New Barbary Coast), Gridiron Gang Bang (All Worlds Video / Channel 1 Releasing), Black Out Gang Bang (Staxus Entertainment / Staxus Distribution), Graduation Gang Bang 2 (Sauvage Entertainment / Staxus Entertainment), Big Dick Society 2: Dicktimized (Jet Set Men / Marina Pacific), DarkRoom (Mustang Studios / Pulse Distribution), Full Access – (Titan Media / Io Group)
Nejlepší amatérský/poloprofesionální herec roku (Best Amateur/Pro-Am Performer of the Year)
Lucky Daniels – Lucky Daniels’ Shameless Hole Auditions 29 (Lucas Entertainment)
Nominace: Criss Strokes – (Jake Cruise Media / Pulse Distribution), Ace – Aces Bedroom 6: Fucking Friends (Nice Dreams Entertainment), Giovanni Summers - Barrett Long’s XXX Amateur Hour 20 (XXX Amateur Hour/Dirty Bird/Pulse), Kayden Saylor – Double Time (Active Duty Productions / Pulse Distribution), Vinnie Russo – Str8 Boyz Seduced 3 (Sneek Peek Productions / Pornteam /AVNS inc), Colt – Pullin’ Rank I (Active Duty Productions / Pulse Distribution), Adian Storm – Sacramento Cum (Blue Alley Studios / AVNS inc Distribution), Lucky Daniels – Lucky Daniels’ Shameless Hole Auditions 29 (Lucas Entertainment)
Nejlepší orální herec/scéna roku (Best Oral Performer/Scene of the Year)
Paul Wagner – Reckless 2 (Hot House Entertainment / Paladin)
Nominace: Caleb Thorn – Kansas City Cum (Blue Alley Studios / AVNS inc Distribution), Ash Mccoy – San Jose Cum (Blue Alley Studios / AVNS inc Distribution), Iraq – Head Hunters (Latino Fan Club / Paladin Distribution), Valentino – Cum In My Mouth 2 (Spunk Video / New Barbary Coast), Blake Riley – A Toy Story (Rascal Video / Channel 1 Releasing), Paul Wagner – Reckless 2 (Hot House Entertainment / Paladin), Adam Loren – Glory Hole Cum Chuggers (Factory Video / AVNS inc Distribution), Lil’ June – Dick-A-Day (Big City Productions / Big City Distribution)
Nejlepší vojensky zaměřený film roku (Best Military Genre Film of the Year)
Pullin’ Rank II (Active Duty / Pulse)
Nominace: Coyote Point (Titan Media / Io Group), Pullin’ Rank II (Active Duty / Pulse Distribution), Top Brass Military 8 (Dirk Yates / All Worlds / Channel 1 Releasing), All American Military: Teach Me to Fuck (All American Military / Trademark Studios), Barracks Buddies 1 (Male Spectrum / Adult Source Media), First Class (Raging Stallion / AEBN), Rear Admiral 3 (Active Duty / Pulse Distribution), Rectum Hell (All American Military / Trademark Studios)
Nejlepší sólový herec roku (Best Solo Performer of the Year)
Andre Ferrerira – Alexander Auditions: Black (Alexander Pictures / Pulse)
Nominace: Cody Kyler – Suck It! (CitiBoyz Entertainment / Paladin), Andre Ferrerira – Alexander Auditions: Black (Alexander Pictures / Pulse Distribution), Chad Anthony (EJ Productions / Pure Play Media), Ty Colt (Falcon Str8 Men / Pulse Distribution), Farncisco Leme – Alexander Auditions: Latinos (Alexander Pictures / Pulse Distribution), Alan Efron – Caliente (Raging Stallion / AEBN), Camil Tucker (Pop One Productions / TLA Gay Releasing), Jason Crew (Monster Bang / Raging Stallion / AEBN)
Nejlepší nováček roku (Best Newcomer of the Year)
Adam Killian (Rascal Video / Channel 1)
Nominace: Austin Wilde (Next Door Male / Valley Pro Distribution), Samuel Colt (Mustang Studios / Pulse Distribution), Cody Kyler (Flava Works Films / XY Distribution), Adam Killian (Rascal Video / Channel 1 Releasing), David Taylor (Raging Stallion / AEBN), Josh Griffin (Jet Set Men / Marina Pacific), Mitchell Rock (Rascal Video / Channel 1 Releasing), Jeremy Bilding (Next Door Male / Valley Pro Distribution)
Nejlepší aktivní „medvěd“ roku (Best Bear Top Performer of the Year)
Zak Spears – Green Door (Mustang Studios/Pulse)
Nominace: Ray Dragon – Big Blue (Dragon Media Distribution), Jackson Butler – Bears Seduce Twinks (EJ Productions / Pure Play Media), Rob Thomas – Bear Plumbing, Inc (Pantheon Productions / the French Connection), Zak Spears – Green Door (Mustang Studios / Pulse Distribution), Steve Cruz – Focus (Raging Stallion / AEBN), Allen Silver – Bear Season (Pantheon Productions / the French Connection), Jay Taylor – Big Dick Daddy Club (Pantheon Productions / The French Connection), Damien Cross – Hairy Boyz 14 (Raging Stallion / AEBN)
Nejlepší pasivní „medvěd“ roku (Best Bear Bottom Performer of the Year)
Steve Cruz – Menace (Raging Stallion / AEBN)
Nominace: Steve Cruz – Menace (Raging Stallion / AEBN), Alessio Romero – Darkroom (Mustang Studios / Pulse Distribution), Rob Romoni – Adrenaline (Mustang Studios / Pulse Distribution), Patrick Montana – Bear Mayhem (Bear Films / Pacific Sun), Mirkko – Blacks On Daddies 7 (Older 4 Me Productions / Marina Pacific), Filmore – Daddy Pack (Dark Green Hanky Entertainment), Armiko – Nasty Daddies 6 (Older 4 Me Productions / Marina Pacific), Buster – City of Men (Pantheon Productions / The French Connection)
Nejlepší „medvědí“ film roku (Best Bear Movie of the Year)
Lobo’s Bear Gangbang (Pantheon / French Connection)
Nominace: Menace (Raging Stallion / AEBN), Darkroom (Mustang Studios / Pulse), Big Blue (Dragon Media Distribution), Laid Off! (Mustang Studios / Pulse), Focus (Raging Stallion / AEBN), Lobo’s Bear Gangbang (Pantheon Productions / The French Connection), Cum Hungry Bears (Nasty Daddy / Marina Pacific), Thick Cock Balls Deep (Red Stag Video / Pete’s Distribution)
Nejlepší bondage a fetišistický film roku (Best Bondage and Fetish Film of the Year)
Skuff 4 (Hot House / Paladin)
Nominace: Skuff 4 (Hot House Entertainment / Paladin), Ass Dominators (Hot Desert Knights / HDK Distribution), Rub Club 5 (BerlinStar Films / XY Distribution), Taken to the Lowest Level (Rascal Video / Channel 1 Releasing), Folsom Flesh (Titan Media / Io Group), Sex Boy Toy (Deviant Boyz / Euro Media), Real Men 19: Abandon (Pantheon Productions / The French Connection), Red Light (Mustang Studios / Pulse Distribution)
Nejlepší skupinová sexuální scéna roku (Best Group Sex Scene of the Year)
Jeremy Bilding, Pillip Aubrey, Adam Killian a Luke Cassidy – Taken: to the Lowest Level (All Worlds / Channel 1 Releasing)
Nominace: Jay, Mason, Cody a Kyle - Bottom Hungry (Randy Blue Adrenaline / Pulse Distribution), Johnny Hazzard, Matthew Rush, Landon Conrad, Mitchell Rock a Drew Cutler - Playing with Fire 4: Alarm (All Worlds Video/Channel 1 Releasing), Elijah, DJ, Chaz a Cole - The Port Hole 1 (Active Duty/Pulse Distribution), Roman Heart, Blue Prince, Steven Ward, Marco Bill, Leon Bares a Jan Cerny - Roman’s Holiday 2 (Falcon Studios / Pulse Distribution), Christopher Saint, David Dakota, Gio Forte, Patrick O’Conner a Will Parker – Battle Creek Breakdown (Titan Media / Io Group), Seduction, Thugzilla, Phat Daddy, Angel Boi, King Dingo, Treshawn Valentino, Da Bod a Dynasty - Thug Orgy 2 (EJ Productions / Pure Play Media), Trevor Knight, David Dakota, Cody Carter, Marcus Steele, Rod Daily, Austin Grant, Derrik Long, Jude Colton, Cidd Pierce a Slade - Big Dick Society 2: Dictimized (Jet Set Men / Marina Pacific), Jeremy Bilding, Pillip Aubrey, Adam Killian a Luke Cassidy - Taken: To the Lowest Level (Rascal Video / Channel 1 Releasing)
Nejlepší výhradně sexuální video roku (Best All Sex Video of the Year)
Inside Israel (Lucas Entertainment)
Nominace: Reckless (Hot House Entertainment / Paladin), Inside Israel (Lucas Entertainment / Lucas Distribution), Just the Sex 2 (Prodigy Pictures / Dirty Bird Pictures / Pulse Distribution), Black Drillers (Alexander Pictures / Pulse Distribution), Christian 24 Cocks in 24 Hours (Treasure Island Media / New Barbary Coast), Guys Go Crazy Volume 26 (EroMaxx / AVNS inc Distribution), Double Dick the Studs - (CruisingforSex / All Boys Distribution / Cram), Ultimate Roughneck Orgy (Latino Fan Club / Paladin)
Nejlepší pissingový film roku (Best Pissing Fetish Film of the Year)
Pissing (Latino Boys / XY Distribution)
Nominace: Mega Piss (BerlinStar Films / XY Distribution), Piss Sluts (Lucas Entertainment / Lucas Distribution), Piss Off (Raging Stallion / AEBN), Piss In My Mouth (Spunk Video / New Barbary Coast), Special Piss Forces (Raw Productions / Dirty Fuckers / Staxus Distribution), Piss and Cum (SX Video / New Barbary Coast), Pissing – (Latino Boys / XY Distribution), Piss (Lucas Entertainment / Lucas Distribution)
Nejlepší scénář roku (Best Screenplay of the Year)
Chris Steele – Getting Levi’s Johnson (Jet Set Men / Marina Pacific)
Nominace: Daraling – Wall Street (Lucas Entertainment / Lucas Distribution), John Tegan a Chris Steele – Getting Levi’s Johnson (Jet Set Men/ Marina Pacific), Dan Rhodes – Focus (Raging Stallion / AEBN), Mike Donner – The Porne Identity (Prodigy Pictures / Dirty Bird Pictures / Pulse Distribution), Steven Scarborough – Head Hunters 2 (Hot House Entertainment / Paladin), Brian Mills – Bad Conduct (Titan Media / Io Group), Dominic Ford – Whorrey Potter (Dominic Ford / Euro Media), Sharon Kane – Tread Heavy (Rascal Video / Channel 1 Releasing)
Nejlepší kamera roku (Best Videography of the Year)
Michael Lucas a Mr. Pam – Men of Israel (Lucas Entertainment)
Nominace: Adam Killian a Hue Wilde – Taken to the Lowest Level (Rascal Video / Channel 1 Releasing), Tony DiMarco a Ben Leon – Focus (Raging Stallion/AEBN), Steve Hunt a Daniel Jefferson – Roman’s Holiday 2 (Falcon Studios / Pulse Distribution), Michael Lucas a Mr. Pam – Men of Israel (Lucas Entertainment / Lucas Distribution), Ross Cannon - Big Dick Society 2: Dicktimized (Jet Set Men / Marina Pacific), Tony Dimarco - The Visitor (Raging Stallion / AEBN), Andre Adair - Up Yours (Hot House Entertainment / Paladin), Mr. Pam - Obsession (Lucas Entertainment / Lucas Distribution)
Nejlepší gay pornografický web roku (Best Gay Adult Web site of the Year)
BrentEverett.com
Nominace: BrentEverett.com, BrentCorriganInc.com, DieselWashingtonXXX.com, HazzardAhead.com, ClubJeremyHall.com, RayDragon.com, JasonPittXXX.com, DeanFlynn.com
Nejlepší gay pornografický blog roku (Best Gay Porn Blog of the Year)
GayPornTimes.com
Nominace: GayPornTimes.com, MenofColor.com, TigerTysonBlog.com, Myblog.BrentCorriganInc.com, TheBearRanch.com, Gay-Latino-Blog.com, Asiaboy.net/blog, TonyBuff.com
Nejlepší maloobchodní prodejce roku (Best Retailer of the Year)
TLA Video
Nominace: Lion’s Den Adult Superstores (lionsdenadult.com), TLA Gay Video (tlavideo.com), Deluxe Books Adult Video & Gift Outlet, Fantasy for Adults Only (FantasyForAdultsOnly.com), Diamond Adult World (DiamondAdultWorld.net), The Crypt Adult Superstores (CryptLeather.com), Castle Megastores (CastleMegastore.com), Janra Enterprises Inc (Janra.com)
Nejlepší původní online gay sex (Best Original Online Gay Sex)
CorbinFisher.com
Nominace: TylersRoom.net, CorbinFisher.com, RandyBlue.com, Men4MenLive.com, BiLatinMen.com, LatinBoyz.com, SeanCody.com, BangBangBoys.com
Síň slávy (Hall of Fame)
Steven Scarborough (Hot House Entertainment)
Chi Chi LaRue (Channel 1 Releasing)
Brian Brennan (Latino Fan Club Entertainment)
Tiger Tyson (Pitbull Productions Inc)
William Higgins (Wim Hoff / Paladin)

## TLA Gay Awards
TLA Gay Awards vyhlašovala v letech 2010 až 2013 americká distribuční společnost TLA.

## XBIZ Awards
XBIZ Awards jsou ocenění amerického magazínu XBIZ udílená od roku 2003. Zpočátku oceňovala zejména internetové firmy, produkty a služby v oblasti pornografického průmyslu. Od druhé poloviny nultých let zahrnují rovněž kategorie z oblasti gay pornografie. Poprvé v roce 2005 byla vyhlášena kategorie „GLBT firma roku“, v níž byl oceněn vydavatel online magazínu Cybersocket. Týž výherce byl v této kategorii vyhlášen i po dva následující roky. Od roku 2008 pak došlo k rozšíření o další kategorie. Od roku 2010 začaly být samostatně vyčleňovány transsexuální kategorie. V těchto kategoriích byli oceněni:

### 2008
GLBT firma roku (GLBT Company of the Year)
PrideBucks
GLBT studio roku (GLBT Studio of the Year)
Titan Media
GLBT film (GLBT Feature Movie)
Link: The Evolution
GLBT režisér (GLBT Director)
Michael Lucas & T Dimarco
GLBT herec roku (GLBT Performer of the Year)
Jake Deckard
Celoživotní přínos v tvorbě GLBT filmů (Lifetime in Movie Prod. – GLBT)
Scarborough

### 2009
GLBT webová firma roku (GLBT Web Company of the Year)
Maleflixxx
GLBT studio roku (GLBT Studio of the Year)
Titan Media
GLBT film (GLBT Movie of the Year)
To the Last Man 1-2
GLBT režisér (GLBT Director of the Year)
T DiMarco, B Leon, C Ward
GLBT herec roku (GLBT Performer of the Year)
Jackson Wild
Zvláštní GLBT cena (XBIZ GLBT Award)
CyberSocket

### 2010
V roce 2010 byly z filmových GLBT kategorií vyčleněny samostatné kategorie pro transsexuální tvorbu, přičemž bylo vymezení stávajících zúženo jen na gay tvorbu.
Gay studio roku (Gay Studio of the Year)
Titan Media
Gay film roku (Gay Movie of the Year)
Focus/Refocus (Raging Stallion Studios)
Gay režisér roku (Gay Director of the Year)
Steven Scarborough
Gay herec roku (Gay Performer of the Year)
Tyler Saint
Logan McCree
GLBT webová firma roku (GLBT Web Company of the Year)
Buddy Profits

### 2011
V roce 2011 došlo k rozšíření webových kategorií.
Gay studio roku (Gay Studio of the Year)
Titan Media
Gay film roku (Gay Movie of the Year)
Brutal (Raging Stallion)
Gay režisér roku (Gay Director of the Year)
Joe Gage
Gay herec roku (Gay Performer of the Year)
Spencer Reed
Gay webová firma roku (Gay Web Company of the Year)
Lucas Entertainment
Gay partnerský program roku (Gay Affiliate Program of the Year)
Buddy Profits
PrideBucks
Gay web roku (Gay Site of the Year)
CorbinFisher.com

### 2012
Gay studio roku (Gay Studio of the Year)
Titan Media
Gay film roku (Gay Movie of the Year)
Assassin (Lucas Entertainment)
Gay režisér roku (Gay Director of the Year)
Chris Ward za The Other Side of Aspen VI (Falcon Studios)
Gay herec roku (Gay Performer of the Year)
Adam Killian
Gay webová firma roku (Gay Web Company of the Year)
NakedSword
Gay web roku (Gay Site of the Year)
HotHouse.com

### 2013
Gay studio roku (Gay Studio of the Year)
Lucas Entertainment
Gay film roku (Gay Movie of the Year)
Incubus Parts 1 & 2 (Titan Media)
Gay režisér roku (Gay Director of the Year)
Joe Gage
Gay herec roku (Gay Performer of the Year)
Trenton Ducati
Gay webová firma roku (Gay Web Company of the Year)
Dominic Ford
Gay web roku (Gay Site of the Year)
BelAmiOnline.com
Gay/lesbická sexuální pomůcka roku (Gay/Lesbian Pleasure Product of the Year)
Fleshjack (Fleshlight)

### 2014
Gay studio roku (Gay Studio of the Year)
CockyBoys
Gay film roku (Gay Movie of the Year)
Original Sinners (Lucas Entertainment)
Gay režisér roku (Gay Director of the Year)
Jake Jaxson
Gay herec roku (Gay Performer of the Year)
Jessy Ares
Gay webová firma roku (Gay Web Company of the Year)
Next Door Entertainment / Buddy Profits
Gay web roku (Gay Site of the Year)
BelAmiOnline.com
Gay sexuální pomůcka roku (Gay Pleasure Product of the Year)
American Bombshell B-10 Warhead, Doc Johnson

### 2015
Gay studio roku (Gay Studio of the Year)
Bel Ami
Gay film roku (Gay Movie of the Year)
A Thing of Beauty (CockyBoys)
Gay režisér roku (Gay Director of the Year)
Jake Jaxson
Gay herec roku (Gay Performer of the Year)
Landon Conrad
Gay webová firma roku (Gay Web Company of the Year)
Next Door Entertainment / Buddy Profits
Gay erotický web roku (Adult Site of the Year - Gay)
CockyBoys.com
Gay sexuální pomůcka roku (Gay Sex Toy of the Year)
Jock Armour (Perfect Fit Brand)

### 2016
Dne 15. ledna 2016 byli vyhlášeni vítězové v příslušných kategoriích ocenění, včetně těchto:
Gay studio roku (Gay Studio of the Year)
Cocky Boys
Gay film roku (Gay Movie of the Year)
Answered Prayers (Cocky Boys)
Gay režisér roku (Gay Director of the Year)
Joe Gage
Gay herec roku (Gay Performer of the Year)
Rocco Steele
Gay webová firma roku (Gay Web Company of the Year)
Cybersocket
Gay erotický web roku (Adult Site of the Year - Gay)
Bel Ami
Gay sexuální pomůcka roku (Gay Sex Toy of the Year)
Fleshjack (Fleshlight)

### 2017
V polovině listopadu 2016 byly vyhlášeny nominace v příslušných kategoriích ocenění, mezi nimiž přibyla nová samostatná pro webové videochaty. Vyhlašovací večer proběhl 12. ledna 2017 ve Westin Bonaventure Hotel v Los Angeles. Nominováni a oceněni v příslušných kategoriích byli:
Gay studio roku (Gay Studio of the Year)
NakedSword Originals
Nominace: BelAmi, Channel 1 Releasing, CockyBoys, Falcon Studios, Helix Studios, Men.com, NakedSword Originals, Next Door Studios, Raging Stallion Studios, Titan Media
Gay film roku (Gay Movie of the Year)
One Erection (CockyBoys)
Nominace: Addicted to Kris (BelAmi), Berkeley (NakedSword), Cauke for President (TitanMen), Fuck You, I'm Infamous (NakedSword), Icons (TitanMen), Meeting Liam (CockyBoys), Men of Madrid (Raging Stallion Studios), One Erection (CockyBoys), Out! (TitanMen), Tarzan: A Gay XXX Parody (Men.com)
Gay režisér roku (Gay Director of the Year)
mr. Pam
Nominace: Steve Cruz, Nick Foxx, Luke Hamill, Jake Jaxson, Chi Chi LaRue, Marc MacNamara, Jasun Mark, Keith Miller, Nica Noelle, mr. Pam
Gay herec roku (Gay Performer of the Year)
Sean Zevran
Nominace: Bennett Anthony, Brenner Bolton, Dirk Caber, Nick Capra, Gabriel Clark, Kris Evans, Jack Hunter, Jesse Jackman, Colby Keller, Ryan Rose, Adam Russo, Dallas Steele, Diesel Washington, Brandon Wilde, Sean Zevran
Gay webová firma roku (Gay Web Company of the Year)
Naked Sword
Nominace: BelAmi , Buddy Profits, Channel 1 Releasing, CockyBoys, Cybersocket , Lucas Entertainment, NakedSword, Next Door Entertainment, TitanMen
Gay videochat roku (Adult Site of the Year – Live Cam (Gay))
SuperMen.com
Nominace: CAM4.com, CameraBoys.com, Chaturbate.com, Flirt4Free.com, SuperMen.com
Gay erotický web roku (Adult Site of the Year – Gay)
CockyBoys.com
Nominace: BelAmiOnline.com, CockyBoys.com , CorbinFisher.com , IconMale.com, JapanBoyz.com, LucasEntertainment.com , Men.com, NakedSword.com, PeterFever.com, TitanMen.com
Gay sexuální pomůcka roku (Gay Sex Toy/Line of the Year)
Tom of Finland (XR Brands)
Nominace: BelAmi Icons (IconBrands), Colours Pride Edition Dong (NS Novelties), COLT gear (CalExotics), Ergoflo Pro (Perfect Fit Brands), Fleshjack CockyBoys Collection (Fleshlight International), RAM Up & Down Anal Satisfier (Nasstoys), Rooster Collection (Curve Novelties), The Skwert Water Bottle Douche (Boneyard Toys C1R), TitanMen (Doc Johnson), Tom of Finland (XR Brands)

### 2018
Již v srpnu 2017 byly vyhlášeny soutěžní kategorie, přičemž v druhé polovině listopadu bylo zahájeno veřejné hlasování k cenám fanoušků. Vyhlašovací večer proběhl 18. ledna 2018 v hotelu JW Marriott v Los Angeles. Oceněni v příslušných kategoriích byli:
Gay studio roku (Gay Studio of the Year)
NakedSword Originals
Gay film roku (Gay Movie of the Year)
MXXX: The Hardest Ride (NakedSword Originals)
Gay režisér roku (Gay Director of the Year)
Mr. Pam
Gay herec roku (Gay Performer of the Year)
Colby Keller
Gay webová značka roku (Gay Web Brand of the Year)
NakedSword
Gay videochat roku (Cam Site of the Year – Gay)
Flirt4Free.com
Gay erotický web roku (Gay Site of the Year)
CockyBoys.com
Gay sexuální pomůcka roku (Gay Sex Toy/Line of the Year)
Sackjack, Oxballs

### 2019
V polovině listopadu 2018 byly vyhlášeny finální nominace. Vyhlašovací večer proběhl 17. ledna 2019 v hotelu Westin Bonaventure v Los Angeles. Nominováni a oceněni v příslušných kategoriích byli:
Gay studio roku (Gay Studio of the Year)
NakedSword Originals
BelAmi, CockyBoys, Falcon Studios, Helix Studios, Icon Male, Lucas Entertainment, Men.com, NakedSword Originals, Next Door Studios, Raging Stallion Studios
Gay film roku (Gay Movie of the Year)
Flea Pit (CockyBoys)
Bounty Hunters (Raging Stallion Studios), Flea Pit (CockyBoys), Genuine 10” (BelAmi), Justice League: A Gay XXX Parody (Men.com), Love Lost & Found (CockyBoys), Paris Perfect (NakedSword Originals/PinkX), Pirates: A Gay XXX Parody (Men.com), The Graduation (Icon Male), The Slutty Professor (NakedSword Originals), Zack & Jack Make A Porno (Falcon Studios)
Gay režisér roku (Gay Director of the Year)
Bruce LaBruce
Steve Cruz, Tony Dimarco, Luke Hamill, Jake Jaxson, Bruce LaBruce, Chi Chi LaRue, Marc MacNamara, Jasun Mark, mr. Pam, Alter Sin
Gay herec roku (Gay Performer of the Year)
François Sagat
Boomer Banks, Calvin Banks, Bruce Beckham, Devin Franco, DeAngelo Jackson, Levi Karter, Colby Keller, Skyy Knox, Blake Mitchell, Ryan Rose, Francois Sagat, Johnny V, Austin Wolf, Wesley Woods, Sean Zevran
Gay webová značka roku (Gay Web Brand of the Year)
Helix Studios
BelAmi, Buddy Profits, CockyBoys, Cybersocket, Flirt4Free, Helix Studios, JustFor.Fans, Lucas Entertainment, NakedSword, NastyDaddy
Gay videochat roku (Cam Site of the Year – Gay)
Chaturbate.com
CAM4.com, CamBoysLive.com, Chaturbate.com, Flirt4Free.com, SuperMen.com
Gay erotický web roku (Gay Site of the Year)
CockyBoys.com
BelAmiOnline.com, CockyBoys.com, CorbinFisher.com, FalconStudios.com, HelixStudios.com, IconMale.com, LucasEntertainment.com, Men.com, ManUpFilms.com, NakedSword.com, NastyDaddy.com, NextDoorStudios.com, NoirMale.com, PeterFever.com, RagingStallion.com
Gay sexuální pomůcka roku (Gay Sex Toy/Line of the Year)
Milan Christopher Dildo Fleshjack, Fleshlight
Avant Pride, Blush Novelties, Brawn Pride, Rascal Toys, Buck Angel FTM Line, Perfect Fit Brand, Buttballs, OXBALLS, Colours Pride Wand, NS Novelties, COLT, CalExotics, Milan Christopher Dildo Fleshjack, Fleshlight, Nick Capra Collection, Mr. Hankey's Toys, TitanMen, Doc Johnson, Tom of Finland Inflatable Dildo, XR Brands

### 2020
Dne 20. listopadu 2019 byly vyhlášeny nominace a o týden později bylo zahájeno hlasování k cenám fanoušků. Vyhlašovací večer se uskutečnil 16. ledna 2020 v JW Marriott L.A. Live v Los Angeles. Nominováni a oceněni v příslušných kategoriích byli:
Gay studio roku (Gay Studio of the Year)
NakedSword Originals
BelAmi, CockyBoys, Falcon Studios, Helix Studios, Lucas Entertainment, ManUp Films, Men, NakedSword Originals, Next Door Studios, Raging Stallion Studios
Gay film roku (Gay Movie of the Year)
All Saints: Chapter One (CockyBoys)
All Saints: Chapter One (CockyBoys), At Large (Raging Stallion Studios), Beach Rats of Lauderdale (Falcon Studios), Five Brothers 1-2 (NakedSword Originals), Le Garcon Scandaleux (CockyBoys), Nob Hill (NakedSword Originals), Room 106 (Falcon Studios), Sacred Band of Thebes (Men), Scared Stiff 2: The Amityville Whore (NakedSword Originals), Vegas Nights (Helix Studios)
Gay režisér roku (Gay Director of the Year)
Jake Jaxson
Alex Roman, Alter Sin, Chi Chi LaRue, Gio Caruso, Jake Jaxson, Lance Hart, Marc MacNamara, mr. Pam, Steve Cruz, Tony Dimarco
Gay herec roku (Gay Performer of the Year)
Pierce Paris
Armond Rizzo, Austin Wolf, Calvin Banks, Dante Colle, DeAngelo Jackson, Devin Franco, Francois Sagat, Josh Moore, Lance Hart, Pheonix Fellington, Pierce Paris, Sean Ford, Sean Zevran, Viktor Rom, Wesley Woods
Gay webová značka roku (Gay Web Brand of the Year)
Chaturbate
BelAmi, Chaturbate, CockyBoys, Falcon Studios, Flirt4Free, Lucas Entertainment, MenAtPlay, MV Boys (ManyVids), NakedSword, SeanCody
Gay videochat roku (Cam Site of the Year – Gay)
CAM4.com
CAM4.com, CamBoysLive.com, Chaturbate.com, Flirt4Free.com, Streamate.com
Gay erotický web roku (Gay Site of the Year)
BelAmiOnline.com
BelAmiOnline.com, BoyFun.com, CockyBoys.com, FalconStudios.com, HelixStudios.com, IconMale.com, LucasEntertainment.com, ManUpFilms.com, Men.com, MenAtPlay.com, NakedSword.com, NextDoorStudios.com, NoirMale.com, PeterFever.com, SeanCody.com
Gay sexuální pomůcka roku (Gay Pleasure Product/Line of the Year)
360, Oxballs
360, Oxballs; Anal-Ese Collections, Nasstoys; Buck Angel FTM Line, Perfect Fit Brand; Diego Sans Fleshjack, Fleshlight; Dylan James Realistic Cock, Lucas Entertainment; Jack 2-in-1 Stroker, New York Toy Collective; Jet, Blush Novelties; Pride Collection, Godemiche; Prowler Red, ABS Holdings; Ride Bodyworx, Sliquid

## XBIZ Europe Awards
XBIZ Europe Awards jsou ocenění magazínu XBIZ nově vyhlášená od roku 2018 speciálně pro oblast evropské pornografické produkce. Již v prvním ročníku se objevily dvě kategorie z oblasti gay pornografie.

### 2018
Od začátku července 2018 byl vyhlášen sběr předběžných nominací. K vyhlášení vítězů přitom mělo dojít u příležitosti berlínského setkání XBIZ 9.-12. srpna 2018 a moderátorem slavnostního večera byl jmenován Rocco Siffredi.
Gay film roku (Gay Movie of the Year)
bude oznámeno
Gay erotický web roku (Gay Site of the Year)
bude oznámeno

## International Escort Awards
International Escort Awards, přezdívané Hookies, jsou americké ceny udělované od roku 2007 v oblasti eskortních služeb, která je úzce propojená i s pornografií.

## Blatino Oasis Erotic Awards
Blatino Oasis Erotic Awards jsou ceny zaměřené na černošské a latinoamerické účinkující a publikum, udílené od roku 2007.

## FlavaMen Blatino Awards
FlavaMen Blatino Awards jsou ocenění zaměřená na černošské a latinoamerické účinkující a publikum. Vyhlašuje je od roku 2009 floridská produkční společnost Flawa Works.